# Avatanak
Avatanak (en aleuta Agutanax̂, en rus Аватанак) és una petita illa deshabitada de les illes Krenitzin, un subgrup de les illes Fox de les illes Aleutianes orientals, a l'estat d'Alaska. Es troba al sud-est de l'illa Akun. Dins les illes Krenitzin es troba entre l'illa Rootok (Aayux̂tax̂), a l'oest, i l'illa Tigalda, a l'est. Fa uns 16 km de llargada i té una superfície de 30 km². El punt més alt es troba a 139 msnm. L'interior de l'illa és muntanyós a l'est i a l'oest i ondulat al centre. Els penya-segats escarpats formen la major part de la costa sud i est.
Avatanak és un nom aleuta transcrit pels exploradors russos en diverses grafies i presumiblement relacionat amb el capità tinent Krenitzin i el tinent Levaixov (1768). El nom "Avatanak" va ser popularitzat per Innocenci Veniamínov (1840) i el capità Tebenkov (1852), mentre el capità Litke i el Departament Hidrogràfic de Rússia (1847) van utilitzar l'ortografia Avatanok. L'estret d'Avatanak el separa de l'illa Akun, al nord-oest, i la badia d'Avatanak es troba a la costa sud-est de l'illa.